# Ada av Karien
Ada av Karien, född okänt år, död 326 f.Kr., var regerande drottning av Karien i Mindre Asien 344-340 f.Kr. och 334-326 f.Kr.

## Biografi
Ada var den yngsta dottern till Hekatomnos, som år 392 grundade en ny dynasti i Karien, och syster till Mausollos, Artemisia II, Idrieus och Pixodaros.  Hon gifte sig med sin bror Idrieus, precis som hennes två äldsta syskon gifte sig med varandra. Paret fick inga barn. 
Vid faderns död 377 efterträddes han av sina två äldsta barn, Mausollos och Artemisia.  Efter Artemisias död år 351 besteg Idrieus tronen.  Efter sin bror-makes död år 344 besteg Ada ensam tronen.  Hon regerade Karien som monark, men då Karien låg under persisk överhöghet, var hon samtidigt en persisk satrap. 
År 341/340 störtades Ada av sin yngste bror Pixodaros.  Hon etablerade sig i fästningen Alinda, där hon levde ostörd de följande åren.  
År 334 avled Pixodaros och efterträddes av sin persiske svärson Orontobates.  När Alexander den store samma år invaderade Mindre Asien och erövrade dess småriken från Persien, tog Ada kontakt med honom, överlämnade på eget initiativ sin fästning till honom och adopterade honom som sin son och tronföljare. Alexander accepterades av karierna som deras legitima tronföljare, och han gav i gengäld Ada sitt stöd att återta tronen i Karien.  Alexander erövrade efter svåra strider Kariens huvudstad Halikarnassos åt Ada från Orontopates, och överlämnade erövringen av Salmakis till sin befälhavare Asandros. Ada deltog själv i erövringen med kariska trupper, och Salmakis föll 333.  Därmed hade hon återigen full kontroll över hela Karien. Hon regerade sedan över Karien fram till sin egen död sju år senare. 
Det var troligen Ada som slutförde det berömda mausoleet i Halikarnassos.